# Bánovce nad Bebravou
Bánovce nad Bebravou är en stad i distriktet Bánovce nad Bebravou i regionen  Trenčín i västra Slovakien.

## Geografi
Staden ligger på 209 meters höjd och har en area på 26,55 km². Den har ungefär 18 300 invånare (2017).